# Araucaria laubenfelsii
Araucaria laubenfelsii  es una especie de conífera perteneciente a la familia Araucariaceae. En endémica de Nueva Caledonia. Está considerada en peligro de extinción por la pérdida de hábitat. 

## Descripción
Tiene las hojas estrechas, como punzones; y conos de menos de 12 cm de diámetro; la germinación de semillas es epigea.

## Hábitat
Generalmente se encuentran en la parte baja de la media montaña del bosque o los árboles más pequeños en el "maquis minier". Restringida a los sustratos ultramáficos derivados de serpentina o peridotita, o en suelos lateríticos en elevaciones más bajas. En algunas zonas, se asocia con Araucaria montana y Araucaria biramulata.

## Taxonomía
Araucaria laubenfelsii fue descrita por Corbasson y publicado en Addisonia; colored illustrations and popular . . . 8: 467, en el año 1968.
Etimología
Araucaria: nombre genérico geográfico que alude a su localización en Arauco.
laubenfelsii: epíteto otorgado en honor del botánico David John de Laubenfels.